# Drumul european E606
Drumul european 606 leagă Angoulême de Bordeaux în Franța.

## Traseu
| Franța |                                   |           |                              |
|        | Traseu                            |           | Intersecții Drumuri Europene |
| RN10   | Angoulême - Saint-André-de-Cubzac | Angoulême | E603                         |
| A10    | Saint-André-de-Cubzac - Lormont   |           |                              |
| A630   | Lormont - Bordeaux                | Bordeaux  | E5                           |